# Gestione delle emergenze
La gestione delle emergenze (in lingua inglese emergency management) identifica la gestione delle situazioni di crisi allo scopo di pianificare, gestire e superare le emergenze, coordinando gli obiettivi di un'azienda (pubblica o privata) attraverso un'opportuna amministrazione, un'ottimizzazione delle risorse materiali e strumentali e la razionalizzazione delle risorse umane. 
L'emergency manager è la persona responsabile della gestione delle emergenze.
Con essa viene inoltre indicato l'insieme del personale e delle strutture coinvolte nel rientro alle condizioni ordinarie e al completo superamento delle crisi di un'azienda o di un territorio. Gli ambiti di riferimento nei quali operano tali professionalità sono: lo sviluppo socioeconomico, la tutela ambientale e la protezione civile.

## Protezione civile e tutela ambientale
Nell'ambito della protezione civile, l'emergency management consiste principalmente nella gestione dei rischi antropici e naturali. L'emergency manager effettua una corretta analisi dei rischi ambientali e territoriali, in quanto fattori critici nella gestione delle emergenze. Disporre di dati affidabili che disegnano un quadro completo dello stato ambientale rappresenta il punto primario per la gestione di un'emergenza, poiché consente di prevedere in anticipo ogni aspetto della crisi, coordinando al meglio gli sforzi. Questa complessa attività è anche conosciuta come gestione delle catastrofi.
L'emergency manager senior è il responsabile della visione strategica d'insieme, del quadro generale del disastro e pertanto, normalmente, non controlla direttamente le attività di campo in quanto deputato a prendere decisioni operative, lasciando ai suoi diretti collaboratori, gli emergency manager junior, le decisioni tattiche. Le funzioni comuni a tutti i centri operativi e di coordinamento della catena di comando (EOC - emergency operative centre) sono quelle di raccogliere e analizzare dati, prendere decisioni che proteggono la vita e la proprietà, mantenere la continuità dell'organizzazione (nell'ambito delle vigenti disposizioni legislative) e diffondere tali decisioni a tutte le strutture interessate e alla popolazione coinvolta.

## Nel contesto aziendale
La gestione del rischio (risk management) è il processo mediante il quale si misura e si stima il rischio (economico, finanziario e patrimoniale) al fine di sviluppare le contromisure per governarlo. Di regola, le tattiche impiegate includono strategie per scongiurarlo del tutto o, comunque, ridurne l'effetto negativo, attraverso il trasferimento a terze parti o considerando la parziale o totale accettazione delle conseguenze.
La gestione del rischio tradizionale si focalizza sui rischi derivanti da cause fisiche o legali come ad esempio disastri naturali, incendi, morte e processi penali. La gestione del rischio finanziario, invece, si focalizza sui rischi governabili usando strumenti di trade finanziario.
Sempre più spesso, il concetto di rischio tende ad avere la doppia valenza di rischio/opportunità, dove insieme ad impatti negativi (ad esempio minacce) sono associati anche potenziali impatti positivi (in genere opportunità) da perseguire. Questa interpretazione è dovuta al significato della parola rischio in lingua inglese (risk), che assume una valenza più ampia di quella nella lingua italiana.
Si occupano di gestione del rischio sia le grandi imprese, che hanno dei team appositi, sia le piccole imprese che la praticano informalmente. Le regioni e gli stati europei hanno sviluppato, o si apprestano a sviluppare, aree di riferimento ben definite ai fini della gestione della sicurezza.

## In ambito di Salute e Comunità
Nell'ambito della salute della comunità, il ruolo di emergency manager si occupa di gestire e guidare tutti gli attori coinvolti nell'emergenza per governarne l'impatto sociale dialogico (nei cittadini, istituzioni, servizi pubblici e privati, media, ecc.). L'emergency manager ha competenze gestionali e consulenziali di analisi degli assetti interattivi comunitari, di pianificazione e di coordinamento di una comunità colpita da un'emergenza, nell'ottica di mantenere la sua coesione. Tali competenze sono peculiari del consulente dialogico dell'emergenza e discendono dall'applicazione della dialogica.